# Discothyrea patrizii
Discothyrea patrizii är en myrart som beskrevs av Weber 1949. Discothyrea patrizii ingår i släktet Discothyrea och familjen myror. Inga underarter finns listade i Catalogue of Life.